# Seznam nigerijskih pisateljev
Seznam nigerijskih pisateljev.

## A
Chinua Achebe -
Tomi Adeyemi -
Chimamanda Ngozi Adichie -
T. M. Aluko -

## N
Flora Nwapa

## O
Chigozie Obioma - Anezi Okoro - Ben Okri -

## S
Wole Soyinka -

## T
Amos Tutuola -